# Bridget Johnson
Bridget Johnson (...) è una produttrice cinematografica statunitense.
La sua recente carriera è corredata da produzioni cinematografiche di successo, tra le quali, in ordine cronologico, quella di Jerry Maguire con Tom Cruise, candidato all'Oscar come miglior film; per Qualcosa è cambiato con Jack Nicholson, col quale è stata essa stessa candidata all'Oscar, vincendo anche un Satellite Award.
Altri film da lei prodotti sono stati Radio Killer, I ragazzi della mia vita, Ice Princess - Un sogno sul ghiaccio e Smart People.